# Jane Webster

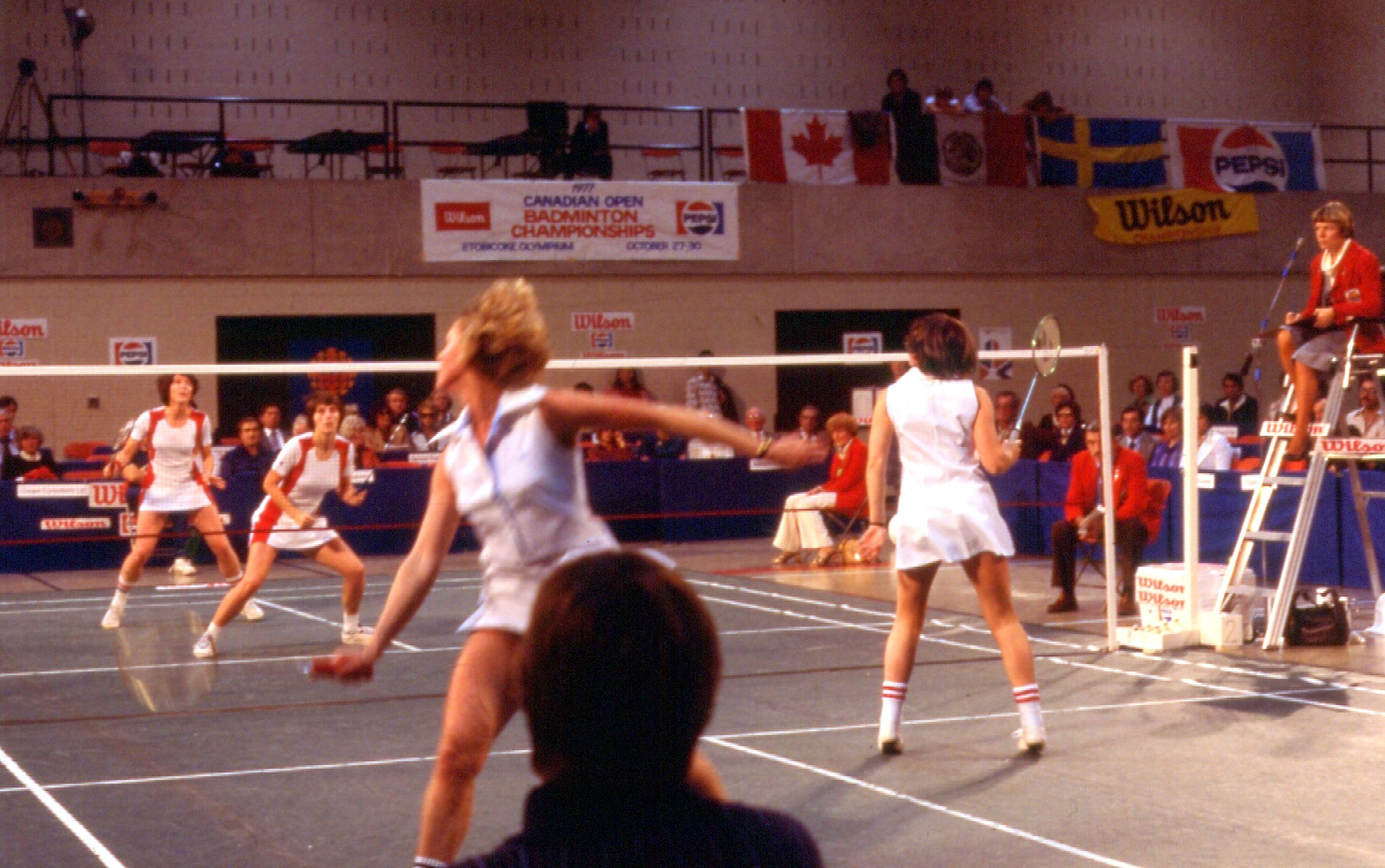
Jane Webster (hinten) und Barbara Sutton bei den Canadian Open 1977

Jane Anne Webster (* 2. August 1956 in Peterborough, verheiratete Jane Sutton) ist eine ehemalige englische Badmintonspielerin. 

## Karriere
Nach einem Titel bei den englischen Einzelmeisterschaften der Junioren gewann sie 1976 die Portugal International. 1978 gewann sie Gold bei der Europameisterschaft mit dem englischen Team. 1980 erkämpfte sie sich Gold bei der Weltmeisterschaft und Gold bei der Europameisterschaft.

## Erfolge
| Saison | Veranstaltung                             | Disziplin   | Platz | Name |
| ------ | ----------------------------------------- | ----------- | ----- | --- |
| 1974   | England: Einzelmeisterschaft der Junioren | Dameneinzel | 1     | Jane Webster |
| 1976   | Portugal International                    | Damendoppel | 1     | Jane Webster / Kathleen Redhead |
| 1976   | Portugal International                    | Dameneinzel | 1     | Jane Webster |
| 1976   | Denmark Open                              | Damendoppel | 1     | Barbara Giles / Jane Webster |
| 1977   | Welsh International                       | Damendoppel | 1     | Anne Statt / Jane Webster |
| 1977   | German Open                               | Damendoppel | 1     | Barbara Giles / Jane Webster |
| 1978   | Scottish Open                             | Dameneinzel | 1     | Jane Webster |
| 1978   | Europameisterschaft                       | Mannschaft  | 1     | England (Ray Stevens, Mike Tredgett, Derek Talbot, Karen Bridge, Jane Webster, Nora Perry, Barbara Sutton, Anne Statt, Gillian Gilks, Susan Whetnall) |
| 1978   | Europameisterschaft                       | Damendoppel | 2     | Jane Webster / Barbara Sutton |
| 1978   | Scottish Open                             | Damendoppel | 1     | Jane Webster / S. Whittaker |
| 1978   | Europameisterschaft                       | Dameneinzel | 2     | Jane Webster |
| 1978   | German Open                               | Dameneinzel | 1     | Jane Webster |
| 1979   | England: Einzelmeisterschaften            | Damendoppel | 1     | Gillian Gilks / Jane Webster |
| 1979   | Scottish Open                             | Dameneinzel | 1     | Jane Webster |
| 1979   | Scottish Open                             | Damendoppel | 1     | Jane Webster / Karen Puttick |
| 1980   | Welsh International                       | Damendoppel | 1     | Jane Webster / Karen Puttick |
| 1980   | Europameisterschaft                       | Damendoppel | 1     | Nora Perry / Jane Webster |
| 1980   | Welsh International                       | Dameneinzel | 1     | Jane Webster |
| 1980   | Weltmeisterschaft                         | Damendoppel | 1     | Nora Perry / Jane Webster |
| 1980   | German Open                               | Damendoppel | 1     | Jane Webster / Karen Chapman |
| 1980   | Denmark Open                              | Damendoppel | 1     | Nora Perry / Jane Webster |
| 1980   | Europameisterschaft                       | Dameneinzel | 3     | Jane Webster |
| 1980   | Canadian Open                             | Damendoppel | 1     | Nora Perry / Jane Webster |
| 1980   | Bell’s Open                               | Dameneinzel | 1     | Jane Webster |
| 1981   | All England                               | Damendoppel | 1     | Nora Perry / Jane Webster |
| 1981   | Canadian Open                             | Damendoppel | 1     | Nora Perry / Jane Webster |
| 1981   | Victor Cup                                | Dameneinzel | 2     | Jane Webster |
| 1981   | Victor Cup                                | Damendoppel | 1     | Jane Webster / Nora Perry |
| 1982   | Europameisterschaft                       | Dameneinzel | 3     | Jane Webster |
| 1982   | England: Einzelmeisterschaften            | Damendoppel | 1     | Nora Perry / Jane Webster |
| 1982   | England: Einzelmeisterschaften            | Dameneinzel | 1     | Jane Webster |
| 1982   | Europameisterschaft                       | Damendoppel | 2     | Nora Perry / Jane Webster |
| 1982   | Denmark Open                              | Damendoppel | 1     | Nora Perry / Jane Webster |
| 1982   | Japan Open                                | Damendoppel | 1     | Nora Perry / Jane Webster |
| 1982   | Dutch Open                                | Dameneinzel | 1     | Jane Webster |
| 1983   | England: Einzelmeisterschaften            | Damendoppel | 1     | Nora Perry / Jane Webster |
| 1983   | Welsh International                       | Damendoppel | 1     | Nora Perry / Jane Webster |
| 1983   | Swedish Open                              | Damendoppel | 1     | Nora Perry / Jane Webster |
| 1984   | Indonesia Open                            | Damendoppel | 1     | Nora Perry / Jane Webster |
| 1984   | Scottish Open                             | Damendoppel | 1     | Karen Chapman / Jane Webster |